# Everybody (Backstreet's Back)
Pour les articles homonymes, voir Everybody.
Singles par Backstreet Boys (international)
Anywhere for You
(1997) As Long as You Love Me
(1997)
Singles par Backstreet Boys (États-Unis)
As Long as You Love Me
(1997) I'll Never Break Your Heart
(1997)
Everybody (Backstreet's Back) est le premier single extrait de l'album Backstreet's Back sorti en 1997 du groupe américain Backstreet Boys.

## Classement par pays
| Classement (1997)                       | Meilleure position |
| --------------------------------------- | ------------------ |
| Allemagne (Media Control AG)            | 2                  |
| Australie (ARIA)                        | 3                  |
| Autriche (Ö3 Austria Top 40)            | 2                  |
| Belgique (Flandre Ultratop 50 Singles)  | 5                  |
| Belgique (Wallonie Ultratop 50 Singles) | 5                  |
| Finlande (Suomen virallinen lista)      | 4                  |
| France (SNEP)                           | 26                 |
| Norvège (VG-lista)                      | 4                  |
| Nouvelle-Zélande (RMNZ)                 | 6                  |
| Pays-Bas (Nederlandse Top 40)           | 5                  |
| Royaume-Uni (UK Singles Chart)          | 3                  |
| Suède (Sverigetopplistan)               | 4                  |
| Suisse (Schweizer Hitparade)            | 2                  |
| États-Unis (Hot 100)                    | 4                  |
| États-Unis (Pop Airplay)                | 11                 |

## Dans la culture populaire
En 2020, la chanson apparait dans l'épisode 7 de la 2e saison de Umbrella Academy.

## Clip vidéo
Le clip vidéo a été réalisé par Joseph Kahn et tourné à Los Angeles, en juin 1997.
L'esthétique de la maison hantée a été inspirée par le clip de Thriller.
Au début du clip, on voit Antonio Fargas, chauffeur d'un bus en panne, qui invite les Backstreet Boys à passer la nuit dans le manoir hanté, en attendant que leur bus soit réparé.